# Polyrhachis io
Polyrhachis io é uma espécie de formiga do gênero Polyrhachis, pertencente à subfamília Formicinae.